# طوابع الجزائر 1972
يسجل هذا المقال الطوابع البريدية الجزائرية التي أصدرتها إدارة البريد في عام 1972.

## العموميات
تحمل الإصدارات عبارة « اَلْجُمهُورِيَّة اَلْجَزَائِرِيَّة اَلدِّيمُقرَاطِيَّة اَلشَّعبِيَّة » و« البريد » باللغة العربية. أما باللغة الفرنسية فهناك عبارتان هما « Algérie » والتي تعني الجزائر، بالإضافة إلى قيمة اسمية محددة بالدينار جزائري

## قائمة الطوابع الصادرة
| 198 |  | حماية التراث الفني في البندقية - يونسكو (الأسد) القيمة الاسمية: 0٫80 دينار جزائري الكمية المطبوعة: 500٬000 طابع بريد تاريخ الإصدار: 22 يناير 1972 تاريخ السحب: 8 نوفمبر 1975 الطول: 50 مليمتر الارتفاع: 30 مليمتر التسنين: تثقيب 12 الرسام: الطابع: |  | الوصف يظهر هذا الطابع البريدي مساهمة الجزائر في حملة اليونسكو لإنقاذ مدينة البندقية بإيطاليا، والتي كانت تواجه خطر الغرق بسبب الفيضانات. يتوسط الطابع رسم أسد مجنح، رمز مدينة البندقية، بجانب أمواج ملونة تمثل المياه، مع تأثيرات فنية تجريدية تدل على الثقافة والتاريخ. تمثل الكتابة "POUR VENISE UNESCO" التضامن الدولي مع هذا الإرث الإنساني، ويعكس الطابع التزام الجزائر بالحفاظ على التراث العالمي، في إطار دعم جهود منظمة اليونسكو لحماية المواقع التاريخية المعرضة للخطر. |

| 199 |  | حماية التراث الفني في البندقية - يونسكو (القناة) القيمة الاسمية: 1٫15 دينار جزائري الكمية المطبوعة: 500٬000 طابع بريد تاريخ الإصدار: 22 يناير 1972 تاريخ السحب: 8 نوفمبر 1975 الطول: 30 مليمتر الارتفاع: 50 مليمتر التسنين: تثقيب 12 الرسام: الطابع: |  | الوصف يمثل هذا الطابع البريدي مشهدا فنيا لمدينة البندقية الإيطالية، ضمن مساهمة الجزائر في حملة اليونسكو لإنقاذ المدينة من الغرق. يظهر التصميم أحد القنوات المائية الشهيرة وجسر التنهدات (Ponte dei Sospiri)، بأسلوب فني حديث بألوان زاهية تعبر عن الجمال المعماري والتاريخي للمدينة. يتضمن الطابع عبارة "POUR VENISE UNESCO"، مما يرمز إلى تضامن الجزائر مع جهود الحفاظ على التراث العالمي. |

| 200 |  | بريد جوي - ميناء وهران القيمة الاسمية: 3 دينار جزائري الكمية المطبوعة: 5٬000٬000 طابع بريد تاريخ الإصدار: 26 فبراير 1972 تاريخ السحب: 8 نوفمبر 1975 الطول: 45٫5 مليمتر الارتفاع: 26 مليمتر التسنين: تثقيب ¼12 الرسام: Ismaïl Samsom الطابع: |  | الوصف يصور هذا الطابع البريدي ميناء وهران، أحد أهم الموانئ التجارية في الجزائر. يتميز التصميم بدرجات اللون البنفسجي ويظهر المدينة الساحلية محاطة بسلسلة من المباني والمنشآت الصناعية والسفن الراسية، مع طائرة تحلق في الأفق مما يعكس النشاط التجاري والتكامل بين النقل البحري والجوي. تمثل قلعة سانتا كروز الظاهرة على التل الخلفي رمزا تاريخيا لمدينة وهران. |

| 201 |  | بريد جوي - مضايق الرميل القيمة الاسمية: 4 دينار جزائري الكمية المطبوعة: 5٬000٬000 طابع بريد تاريخ الإصدار: 26 فبراير 1972 تاريخ السحب: 8 نوفمبر 1975 الطول: 45٫5 مليمتر الارتفاع: 26 مليمتر التسنين: تثقيب ¼12 الرسام: Ismaïl Samsom الطابع: |  | الوصف يظهر هذا الطابع البريدي منظرا فنيا مميزا لنهر الرمال أو "مضائق الرمال" في مدينة قسنطينة، وهي واحدة من المعالم الطبيعية والهندسية في الجزائر. يبرز الجسر المعلق الذي يربط بين ضفتي الوادي، وهو رمز هندسي شهير في المدينة، بينما تحلق طائرة فوق الوادي. استخدم الفنان ألوانا زاهية وحيوية لتصوير الصخور الوعرة والمناظر الطبيعية الخلابة التي تميز المنطقة. |

| 202 |  | الألعاب الأولمبية - ميونيخ - سباق الدراجات القيمة الاسمية: 0٫25 دينار جزائري الكمية المطبوعة: 1٬000٬000 طابع بريد تاريخ الإصدار: 25 مارس 1972 تاريخ السحب: 8 نوفمبر 1975 الطول: 32٫5 مليمتر الارتفاع: 23 مليمتر التسنين: تثقيب ½11 الرسام: الطابع: |  | الوصف يُظهر هذا الطابع البريدي رياضيين يركبان دراجة هوائية ضمن إطار فني نابض بالألوان والزخارف المستوحاة من التراث الشعبي. وقد تم إصداره بمناسبة الألعاب الأولمبية الصيفية التي أقيمت في ميونخ بألمانيا. |

| 203 |  | الألعاب الأولمبية - ميونيخ - رمي الرمح القيمة الاسمية: 0٫40 دينار جزائري الكمية المطبوعة: 1٬000٬000 طابع بريد تاريخ الإصدار: 25 مارس 1972 تاريخ السحب: 8 نوفمبر 1975 الطول: 23 مليمتر الارتفاع: 32٫5 مليمتر التسنين: تثقيب ½11 الرسام: الطابع: |  | الوصف يصور هذا الطابع البريدي رياضيا في لحظة رمي الرمح، وهو يرتدي زيا يحمل شعار الحلقات الأولمبية، احتفاء بمشاركة الجزائر في الألعاب الأولمبية الصيفية في ميونيخ. التصميم محاط بزخارف مستوحاة من الفنون التقليدية الجزائرية. |

| 204 |  | الألعاب الأولمبية - ميونيخ - المصارعة القيمة الاسمية: 0٫60 دينار جزائري الكمية المطبوعة: 3٬000٬000 طابع بريد تاريخ الإصدار: 25 مارس 1972 تاريخ السحب: 8 نوفمبر 1975 الطول: 23 مليمتر الارتفاع: 32٫5 مليمتر التسنين: تثقيب ½11 الرسام: الطابع: |  | الوصف يبرز هذا الطابع البريدي مشهداً ديناميكيا من رياضة المصارعة، حيث يظهر مصارعان في مواجهة حماسية، وذلك تخليدا لمشاركة الجزائر في الألعاب الأولمبية الصيفية في ميونيخ. الطابع مزين بإطارات هندسية مستوحاة من الزخرفة التقليدية الجزائرية، ويتوسطه شعار الأولمبياد. يشكل هذا الإصدار جزءاً من سلسلة طوابع تخلد مختلف الرياضات التي شارك فيها الرياضيون الجزائريون، مبرزا اعتزاز البلاد بأبطالها في المحافل الدولية. |

| 205 |  | الألعاب الأولمبية - ميونيخ - الحلقات القيمة الاسمية: 1 دينار جزائري الكمية المطبوعة: 1٬000٬000 طابع بريد تاريخ الإصدار: 25 مارس 1972 تاريخ السحب: 8 نوفمبر 1975 الطول: 23 مليمتر الارتفاع: 32٫5 مليمتر التسنين: تثقيب ½11 الرسام: الطابع: |  | الوصف يجسد هذا الطابع البريدي مشاركة الجزائر في الألعاب الأولمبية الصيفية في ميونيخ، من خلال تصوير رياضي يؤدي حركة دقيقة على الحلقات في رياضة الجمباز. ويظهر الطابع في إطار مزخرف برسومات مستوحاة من التراث الزخرفي التقليدي، إلى جانب شعار الألعاب الأولمبية في الأسفل. |

| 206 |  | السنة الدولية للكتاب القيمة الاسمية: 1٫15 دينار جزائري الكمية المطبوعة: 1٬000٬000 طابع بريد تاريخ الإصدار: 15 أبريل 1972 تاريخ السحب: 8 نوفمبر 1975 الطول: 23 مليمتر الارتفاع: 32٫5 مليمتر التسنين: تثقيب ½11 الرسام: الطابع: |  | الوصف يمثل هذا الطابع البريدي الاحتفاء بالسنة الدولية للكتاب، التي أقرتها منظمة اليونسكو لتعزيز القراءة ونشر المعرفة عبر العالم. يظهر التصميم كتابا باللون الأحمر، وقد وضع بداخله فاصل ورقي يحمل شعار السنة الدولية للكتاب. تبلغ قيمة الطابع 1.15 دينار جزائري، ويحمل نصًا باللغتين العربية والفرنسية. |

| 207 |  | يوم الطابع - التوزيع البريدي القيمة الاسمية: 0٫40 دينار جزائري الكمية المطبوعة: 3٬000٬000 طابع بريد تاريخ الإصدار: 22 أبريل 1972 تاريخ السحب: 8 نوفمبر 1975 الطول: 23 مليمتر الارتفاع: 32٫5 مليمتر التسنين: تثقيب ½11 الرسام: Ismaïl Samsom الطابع: |  | الوصف يخلد هذا الطابع البريدي يوم الطابع البريدي، وهو مناسبة وطنية تبرز أهمية خدمات البريد في حياة المواطنين. يظهر التصميم مجموعة من سعاة البريد في مشهد ديناميكي يعكس نشاطهم اليومي في توزيع الرسائل والطرود داخل الأحياء الحضرية. يتميز الطابع بأسلوب فني حداثي بالألوان البنية والزرقاء. تبلغ قيمته 0.40 دينار جزائري، ويحمل اسم المناسبة وتاريخ الإصدار في الأسفل. |

| 208 |  | زهور - ياسمين القيمة الاسمية: 0٫50 دينار جزائري الكمية المطبوعة: 1٬000٬000 طابع بريد تاريخ الإصدار: 27 مايو 1972 تاريخ السحب: 8 نوفمبر 1975 الطول: 23 مليمتر الارتفاع: 32٫5 مليمتر التسنين: تثقيب ½11 الرسام: محمد تمام الطابع: |  | الوصف يمثل هذا الطابع البريدي زهرة الياسمين، التي تعد رمزا للرقة والعطر الفواح في الثقافة الجزائرية. تصور الزهرة بلونها الأبيض النقي وأوراقها الخضراء النضرة على خلفية بلون مشمشي دافئ. تبلغ القيمة الاسمية للطابع 0,50 دينار، وهو مزين بإطار بني يحمل اسم الجزائر بخط بارز في الأسفل، بالإضافة إلى توقيع الفنان محمد تمام في الزاوية اليسرى. |

| 209 |  | زهور - بنفسج عطري القيمة الاسمية: 0٫60 دينار جزائري الكمية المطبوعة: 4٬000٬000 طابع بريد تاريخ الإصدار: 27 مايو 1972 تاريخ السحب: 8 نوفمبر 1975 الطول: 23 مليمتر الارتفاع: 32٫5 مليمتر التسنين: تثقيب ½11 الرسام: محمد تمام الطابع: |  | الوصف يبرز هذا الطابع البريدي زهرة البنفسج العطرية، المعروفة بجمالها ورائحتها الزكية واستخدامها في الطب التقليدي والعطور. تظهر الصورة مجموعة من الأزهار البنفسجية المتفتحة محاطة بأوراق خضراء كثيفة، مرسومة على خلفية رمادية ناعمة. تبلغ القيمة الاسمية للطابع 0,60 دينار، ويحيط به إطار بلون بنفسجي يتناغم مع لون الزهرة. |

| 210 |  | زهور - مسك الروم القيمة الاسمية: 1٫15 دينار جزائري الكمية المطبوعة: 1٬000٬000 طابع بريد تاريخ الإصدار: 27 مايو 1972 تاريخ السحب: 8 نوفمبر 1975 الطول: 23 مليمتر الارتفاع: 32٫5 مليمتر التسنين: تثقيب ½11 الرسام: محمد تمام الطابع: |  | الوصف يمثل هذا الطابع البريدي زهرة المسك الروم الدرني أو "البوليانتس تيوبروزا" (Polyanthes tuberosa)، وهي زهرة استوائية ذات رائحة عطرة قوية تستخدم في صناعة العطور الفاخرة. تظهر الزهرة بلونها الأبيض الكريمي المتفتح على خلفية زرقاء داكنة. تبلغ القيمة الاسمية للطابع 1,15 دينار، ويزينه إطار بلون أزرق سماوي مع اسم "ALGERIE" في الأسفل، إلى جانب توقيع الفنان "تمام". |

| 211 |  | الملعب الأولمبي بشرڨة القيمة الاسمية: 0٫50 دينار جزائري الكمية المطبوعة: 2٬000٬000 طابع بريد تاريخ الإصدار: 10 يونيو 1972 تاريخ السحب: 8 نوفمبر 1975 الطول: 32٫5 مليمتر الارتفاع: 23 مليمتر التسنين: تثقيب ½11 الرسام: الطابع: |  | الوصف يصور هذا الطابع البريدي ملعب الشراقة الأولمبي في مشهد ثلاثي الأبعاد يبرز التصميم المعماري الحديث للمنشأة. يظهر وسط الطابع ملعب كرة قدم محاط بالمدرجات، مع رسم الهيكل الخرساني الذي يعكس الطابع الهندسي لعصره. يشير النص المكتوب أسفل الصورة إلى "الملعب الأولمبي للشراقة". |

| 212 |  | الذكرى العاشرة للاستقلال القيمة الاسمية: 1٫00 دينار جزائري الكمية المطبوعة: 1٬000٬000 طابع بريد تاريخ الإصدار: 5 يوليو 1972 تاريخ السحب: 8 نوفمبر 1975 الطول: 33 مليمتر الارتفاع: 48 مليمتر التسنين: تثقيب ½11 الرسام: محمد تمام الطابع: |  | الوصف يخلد هذا الطابع البريدي الذكرى العاشرة لاستقلال الجزائر (1962–1972). يتوسط الصورة ناس من الجزائر، حيث يوجد فوقهم العلم الوطني، تقف فتاة صغيرة تمثل التعليم حاملة دفتراً وورقة، ويظهر شاب آخر ممسكا بحزمة من القمح ترمز إلى الزراعة والعمل. في الخلفية، تشرق الشمس فوق البحر، دلالة على بزوغ عهد جديد للحرية والتنمية. يحيط بالطابع إطار زخرفي بألوان حية ونقوش تقليدية، ويكتب في أعلاه "الجمهورية الجزائرية الديمقراطية الشعبية". الطابع يحمل قيمة اسمية قدرها 1.00 دينار |

| 213 |  | المهرجان الأول للشباب العربي القيمة الاسمية: 0٫40 دينار جزائري الكمية المطبوعة: 500٬000 طابع بريد تاريخ الإصدار: 5 يوليو 1972 تاريخ السحب: 8 نوفمبر 1975 الطول: 30 مليمتر الارتفاع: 40 مليمتر التسنين: تثقيب ¼10 الرسام: الطابع: |  | الوصف يخلد هذا الطابع البريدي المهرجان الأول للشباب العربي في الجزائر، وهو مناسبة احتفالية تهدف إلى توحيد شباب الأمة العربية وتعزيز قيم التضامن الثقافي والتنموي. يتوسط التصميم خريطة الوطن العربي تحت شمسٍ مشرقة ترمز إلى الأمل والنهضة، ويعلوها شابان في وضعية راقصة تعبيرية، دلالة على حيوية الشباب وتطلعاتهم. في أسفل الخريطة كتاب مفتوح يرمز إلى العلم والمعرفة. الإطار الأخضر المحيط يرمز إلى السلام والوحدة، بينما تظهر التسمية الرسمية للجمهورية الجزائرية الديمقراطية الشعبية في الأعلى. |

| 214 |  | طوابع ضريبية (سنابل القمح) 0.10 دج القيمة الاسمية: 0٫10 دينار جزائري الكمية المطبوعة: 5٬950٬000 طابع بريد تاريخ الإصدار: 21 أكتوبر 1972 تاريخ السحب: 30 أبريل 2007 الطول: 17 مليمتر الارتفاع: 19٫5 مليمتر التسنين: تثقيب 13 الرسام: محمد تمام الطابع: |  | الوصف يمثل هذا الطابع الجبائي ثلاثة سنابل قمح في إطار بني، ما يعكس أهمية الزراعة والقمح في الاقتصاد الوطني. الكلمة "TIMBRE TAXE" تعني "طابع ضريبي"، ما يدل على استخدامه لأغراض جبائية وليس بريدية. يحمل التصميم توقيع الفنان "تمام" واسم "BC ALGERIE" كمؤسسة الطبع، وتبلغ قيمته الاسمية 0.10 دينار. |

| 215 |  | طوابع ضريبية (سنابل القمح) 0.20 دج القيمة الاسمية: 0٫20 دينار جزائري الكمية المطبوعة: 11٬830٬000 طابع بريد تاريخ الإصدار: 21 أكتوبر 1972 تاريخ السحب: 30 أبريل 2007 الطول: 17 مليمتر الارتفاع: 19٫5 مليمتر التسنين: تثقيب 13 الرسام: محمد تمام الطابع: |  | الوصف هذا الطابع الجبائي يحمل نفس التصميم الذي يصور ثلاث سنابل قمح، لكنه يختلف في اللون (بني داكن) والقيمة الاسمية التي تبلغ 0.20 دينار. يمثل استمرارًا لسلسلة الطوابع الجبائية التي ترمز إلى الزراعة كأحد أعمدة الاقتصاد الوطني. |

| 216 |  | طوابع ضريبية (سنابل القمح) 0.40 دج القيمة الاسمية: 0٫40 دينار جزائري الكمية المطبوعة: 12٬100٬000 طابع بريد تاريخ الإصدار: 21 أكتوبر 1972 تاريخ السحب: 30 أبريل 2007 الطول: 17 مليمتر الارتفاع: 19٫5 مليمتر التسنين: تثقيب 13 الرسام: محمد تمام الطابع: |  | الوصف هذا الطابع الجبائي يحمل نفس التصميم الذي يصور ثلاث سنابل قمح، لكنه يختلف في اللون (برتقالي) والقيمة الاسمية التي تبلغ 0.40 دينار. يمثل استمرارًا لسلسلة الطوابع الجبائية التي ترمز إلى الزراعة كأحد أعمدة الاقتصاد الوطني. |

| 217 |  | طوابع ضريبية (سنابل القمح) 0.50 دج القيمة الاسمية: 0٫50 دينار جزائري الكمية المطبوعة: 12٬606٬000 طابع بريد تاريخ الإصدار: 21 أكتوبر 1972 تاريخ السحب: 30 أبريل 2007 الطول: 17 مليمتر الارتفاع: 19٫5 مليمتر التسنين: تثقيب 13 الرسام: محمد تمام الطابع: |  | الوصف هذا الطابع الجبائي يحمل نفس التصميم الذي يصور ثلاث سنابل قمح، لكنه يختلف في اللون (أزرق داكن) والقيمة الاسمية التي تبلغ 0.50 دينار. يمثل استمرارًا لسلسلة الطوابع الجبائية التي ترمز إلى الزراعة كأحد أعمدة الاقتصاد الوطني. |

| 218 |  | طوابع ضريبية (سنابل القمح) 0.80 دج القيمة الاسمية: 0٫80 دينار جزائري الكمية المطبوعة: 10٬900٬000 طابع بريد تاريخ الإصدار: 21 أكتوبر 1972 تاريخ السحب: 30 أبريل 2007 الطول: 17 مليمتر الارتفاع: 19٫5 مليمتر التسنين: تثقيب 13 الرسام: محمد تمام الطابع: |  | الوصف هذا الطابع الجبائي يحمل نفس التصميم الذي يصور ثلاث سنابل قمح، لكنه يختلف في اللون (بني زيتوني داكن) والقيمة الاسمية التي تبلغ 0.80 دينار. يمثل استمرارًا لسلسلة الطوابع الجبائية التي ترمز إلى الزراعة كأحد أعمدة الاقتصاد الوطني. |

| 219 |  | طوابع ضريبية (سنابل القمح) 1 دج القيمة الاسمية: 1 دينار جزائري الكمية المطبوعة: 268٬283٬400 طابع بريد تاريخ الإصدار: 21 أكتوبر 1972 تاريخ السحب: 30 أبريل 2007 الطول: 17 مليمتر الارتفاع: 19٫5 مليمتر التسنين: تثقيب 13 الرسام: محمد تمام الطابع: |  | الوصف هذا الطابع الجبائي يحمل نفس التصميم الذي يصور ثلاث سنابل قمح، لكنه يختلف في اللون (أخضر) والقيمة الاسمية التي تبلغ 1.00 دينار. يمثل استمرارًا لسلسلة الطوابع الجبائية التي ترمز إلى الزراعة كأحد أعمدة الاقتصاد الوطني. |

| 220 |  | طوابع ضريبية (سنابل القمح) 2 دج القيمة الاسمية: 2 دينار جزائري الكمية المطبوعة: 16٬350٬000 طابع بريد تاريخ الإصدار: 21 أكتوبر 1972 تاريخ السحب: 30 أبريل 2007 الطول: 17 مليمتر الارتفاع: 19٫5 مليمتر التسنين: تثقيب 13 الرسام: محمد تمام الطابع: |  | الوصف هذا الطابع الجبائي يحمل نفس التصميم الذي يصور ثلاث سنابل قمح، لكنه يختلف في اللون (أزرق) والقيمة الاسمية التي تبلغ 2.00 دينار. يمثل استمرارًا لسلسلة الطوابع الجبائية التي ترمز إلى الزراعة كأحد أعمدة الاقتصاد الوطني. |

| 221 |  | الأزياء الجزائرية - الهقار القيمة الاسمية: 0٫50 دينار جزائري الكمية المطبوعة: 1٬000٬000 طابع بريد تاريخ الإصدار: 18 نوفمبر 1972 تاريخ السحب: 18 نوفمبر 1975 الطول: 32 مليمتر الارتفاع: 48 مليمتر التسنين: تثقيب ½11 الرسام: بشير يلس الطابع: |  | الوصف يمثل هذا الطابع البريدي زيا تقليديا من منطقة الهقار الواقعة في جنوب الجزائر. يظهر في التصميم رجل يرتدي اللباس التارقي المعروف، المكون من عباءة زرقاء داكنة تغطي معظم الجسد ووشاح يغطي الوجه. يتوسط التصميم خلفية بلون برتقالي دافئ، وتحيط به زخارف تقليدية باللون البني. يحمل الطابع أيضا اسم المنطقة بالفرنسية "LE HOGGAR" والعربية "الهقار"، بالإضافة إلى توقيع الفنان بشير يلس ودار الطباعة "Courvoisier S.A". الطابع تكريم للتراث الصحراوي الأمازيغي الأصيل. |

| 222 |  | الأزياء الجزائرية - القبائل القيمة الاسمية: 0٫60 دينار جزائري الكمية المطبوعة: 1٬000٬000 طابع بريد تاريخ الإصدار: 18 نوفمبر 1972 تاريخ السحب: 18 نوفمبر 1975 الطول: 32 مليمتر الارتفاع: 48 مليمتر التسنين: تثقيب ½11 الرسام: بشير يلس الطابع: |  | الوصف يمثل هذا الطابع البريدي امرأة ترتدي الزي التقليدي لمنطقة القبائل، الواقعة في شمال الجزائر. يظهر التصميم امرأة بكامل زينتها، ترتدي فستانا مطرزا بالألوان الزاهية مع وشاح مزركش يغطي كتفيها وتاج تقليدي على الرأس، يرمز إلى التراث الأمازيغي في هذه المنطقة. الخلفية الزيتونية تعزز وضوح تفاصيل اللباس، ويحيط بالطابع إطار بزخارف أمازيغية تقليدية باللون البني. يتضمن الطابع اسم المنطقة بالفرنسية "KABYLIE" والعربية "القبائل"، مع توقيع الفنان بشير يلس ودار الطباعة "Courvoisier. |

| 223 |  | الأزياء الجزائرية - مزاب القيمة الاسمية: 0٫70 دينار جزائري الكمية المطبوعة: 1٬000٬000 طابع بريد تاريخ الإصدار: 18 نوفمبر 1972 تاريخ السحب: 18 نوفمبر 1975 الطول: 32 مليمتر الارتفاع: 48 مليمتر التسنين: تثقيب ½11 الرسام: بشير يلس الطابع: |  | الوصف يظهر هذا الطابع البريدي رجلا يرتدي اللباس التقليدي لمنطقة ميزاب، الواقعة في الصحراء الجزائرية وتعرف بثقافتها الإباضية العريقة. يظهر الرجل واقفا بثوب طويل فاتح اللون، وعباءة بلون بيج تغطي كتفيه، وعمامة تقليدية مزخرفة على رأسه، كما يحمل عصا. الخلفية الزرقاء تبرز بوضوح ملامح الزي، ويحيط بالطابع إطار بزخارف مغاربية أنيقة. نقش على الطابع اسم المنطقة بالعربية "وادي ميزاب" والفرنسية "LE MZAB"، إلى جانب توقيع الفنان بشير يلس ودار الطباعة. |

| 224 |  | الأزياء الجزائرية - تلمسان القيمة الاسمية: 0٫90 دينار جزائري الكمية المطبوعة: 1٬000٬000 طابع بريد تاريخ الإصدار: 18 نوفمبر 1972 تاريخ السحب: 18 نوفمبر 1975 الطول: 32 مليمتر الارتفاع: 48 مليمتر التسنين: تثقيب ½11 الرسام: بشير يلس الطابع: |  | الوصف يمثل هذا الطابع البريدي امرأة ترتدي اللباس التقليدي لمدينة تلمسان، إحدى أعرق المدن في غرب الجزائر. تظهر المرأة بوقفة أنيقة، مرتدية ثوبا مزخرفا يتكون من قطعة علوية باللون العنابي المطرز بالذهب، وتنورة ذهبية مزينة بنقوش زهرية، مع قفطان مخطط مفتوح يغطي الجانبين. تزين رأسها حلي تقليدية فضية تبرز اللمسة الأندلسية التلمسانية، ويكمل المشهد خلفية بنفسجية هادئة داخل إطار بزخارف مغاربية. كتب على الجانب اسم المدينة بالفرنسية "TLEMCEN" وبالعربية "تلمسان"، وتوقيع الفنان بشير يلس أسفل الطابع مع اسم دار الطباعة. يخلد هذا الطابع التراث الثقافي لتلمسان. |